# РОТЕК
РОТЕК — группа компаний, куда входят Уральский турбинный завод (УТЗ), ТЭЭМП, производство сотовых изделий из суперсплавов, проектирование и строительство инфраструктурных объектов, система прогностики состояния оборудования ПРАНА. Связана с российским олигархом Виктором Вексельбергом, попавшим под международные санкции.
Основана в 2010 году. В 2011-м под управление перешёл УТЗ.

## Руководство и собственники
В 2010 году на должность генерального директора назначен Михаил Лифшиц, который в 2015 году стал председателем Совета директоров.
В 2015-2022 годах генеральным директором компании являлся Иван Панасюк.
С мая 2022 года должность занимает Евгений Рубцов.
По состоянию на 2022 год РОТЕК входила в состав холдинга «Ренова» российского олигарха Виктора Вексельберга. В настоящее время РОТЕК перестала раскрывать информацию о конечных бенефициарах (из-за опасения наложения санкций), однако, по словам Михаила Лифшица, Виктор Вексельберг продолжает сохранять долю в компании.

## Финансовые показатели
| Год  | Выручка, рублей | Чистая прибыль, рублей |
| ---- | --------------- | ---------------------- |
| 2017 | 1,4 млрд        | 662,2 млн              |
| 2019 | 3,6 млрд        | 125 млн                |

## Сферы деятельности

### Инжиниринг
С 2010 «РОТЕК» года выступает техническим агентом — инженерной службой на стороне заказчика, которая отвечает за качество проектной документации и сметных расчётов, согласование условий договора генподряда, координацию работ подрядчиков и других, связанных со строительством, генерирующих объектов процессов.
В 2010—2014 годах «Ротек» выступал техническим агентом на строительстве парогазовых энергоблоков ПАО «Т Плюс».
В 2011—2013 годах совместно с «Хёвел» и Физико-техническим институтом им. А. Ф. Иоффе РАН изготовил три энергетические установки — две смешанных дизель-солнечных в Санкт-Петербурге и в Яйлю Алтайского края и одну солнечную в Чебоксарах.
В 2013 году компания расширила сферу деятельности и начала заниматься строительством энергетических объектов в качестве генподрядчика.
В 2013—2015 годах совместно с ОАО «ТГК-16» участвовал в инвестпроекте по техническому перевооружению Казанской ТЭЦ-3, который победил в номинации «Лидер внедрения наилучших доступных технологий в области энергосбережения и повышения энергоэффективности» Всероссийского конкурса проектов ENES. РОТЕК выполнил все работы по проектированию, провёл необходимые строительно-монтажные работы и запустил объект в эксплуатацию. Основное оборудование поставлял Уральский турбинный завод.
В 2017—2019 годах реализованы два EPC-контракта в сфере промышленной генерации: строительство энергоустановки на производстве аммиака в г. Кингисепп для АО «ЕвроХим-Северо-Запад» и реконструкция ТЭЦ для промышленной площадки АО «Соликамскбумпром».
РОТЕК строит объекты в сложных условиях вечной мерзлоты и сейсмоопасных районах, к примеру, подстанции 110 кВ «Кекура» (Чукотский АО), а в 2019 году на угольном месторождении «Аршановский разрез» в Республике Хакасия РОТЕК ввёл в эксплуатацию трансформаторную подстанцию 110/6 кВ.
Компания также занимается проектированием и строительством очистных сооружений. В 2017 году выигран тендер по первому этапу реконструкции правобережных очистных сооружений канализации Улан-Удэ в рамках Федеральной целевой программы (ФЦП) «Охрана озера Байкал и социально-экономическое развитие Байкальской природной территории на 2012—2020 г.». В 2018-м «Ротек» завершил первую очередь.
В 2020 году в результате конкурса стал подрядчиком федерального проекта «Оздоровление Волги» для реконструкции очистных сооружений в селе Городня Конаковского района Тверской области и города Твери.
В 2020 году компания заключила контракт с Росавиацией на реконструкцию и развитие аэропорта Елизово в Петропавловске-Камчатском стоимостью 2,9 млрд рублей.
У компании есть собственный Центр проектных решений.

### Hi-tech технологии

#### Производство турбин
В 2011 году в холдинг вошёл Уральский турбинный завод. К 2019 году выручка предприятия увеличилась на 5,74 млрд рублей. Завод сократил срок проектирования новых моделей турбин до восьми месяцев, расширил портфель заказов на поставку нового генерирующего оборудования и модернизацию турбин, установленных на территории бывшего СССР, освоил выпуск конденсационных и судовых паровых турбин, паровых турбин для мусоросжигательных заводов.
На 1 сентября 2020 года завод поставил 915 паровых турбин общей мощностью более 64 тысяч МВт.

#### Сервис газовых турбин
К 2016 году компания, по словам Михаила Лифшица, приведённым в издании «Коммерсантъ», оказывала сервисные услуги по газовым турбинам почти для всех генерирующих компаний по разовым или долгосрочным контрактам, заняв около 20 % российского рынка сервиса с портфелем заказов порядка 20 млрд рублей. В Екатеринбурге в 2016 году введён Центр восстановления деталей горячего тракта газовых турбин, на котором создана вся производственная цепочка для восстановления деталей горячего тракта (направляющих и рабочих лопаток, камер сгорания, форсунок) энергетических газовых турбин большой мощности. В 2017-м «Ротек» продал бизнес по сервису энергетических газовых турбин компании Sulzer, образовав совместное предприятие ООО «Зульцер Турбо Сервисес Рус».
По словам технического директора системы прогностики и удалённого мониторинга ПРАНА АО «РОТЕК» Максима Липатова, одним из направлений сервисного бизнеса являлись услуги по удалённому мониторингу и контролю технического состояния оборудования, который в 2012 году выделилось в отдельный продукт — систему «ПРАНА».

#### Система прогностики состояния оборудования ПРАНА
Российская IIoT-система предиктивной аналитики и удалённого мониторинга. Комплекс прогнозирует возможные аварии благодаря раннему выявлению дефектов — за 2-3 месяца до того, как они повлияют на работоспособность оборудования. По данным на 2020 год, с помощью системы удалось предотвратить более 300 инцидентов. На 2021 год система отслеживала более 130 единиц сложного промышленного оборудования, стоимостью около $5 млрд.

#### Сотовые изделия из суперсплавов
В 2018 году «Ротек» открыл собственное производство сварных сотовых материалов из суперсплавов для авиационных двигателей, газовых и паровых турбин в Химках с полным циклом разработки, выпуска и сопровождения.
В январе 2020 года сотовые уплотнения «Ротека» были одобрены для применения в российском авиадвигателе ПД-14, который создали для среднемагистрального пассажирского самолёта МС-21. «Соты» компании также устанавливаются на вертолёты Ми-8, Ми-171, Ми-26 и самолёты Ил-76, Ан-124, Ту-214, Бё-200.
В мае этого же года сотовые материалы стали устанавливаться в энергетические газовые турбины General Electric в рамках сервисного обслуживания в России.
В июне Минпромторг России выдал компании лицензию на осуществление деятельности по разработке, производству, испытанию и ремонту авиационной техники.
В июле на Международной промышленной выставке «Иннопром-2021» компания представила звукопоглощающие панели, использующие технологию сот и являющихся фактором соответствия летательных аппаратов требованиям по шумам ICAO (Международная организация гражданской авиации).
В этом же году американское аналитическое агентство Allied Market Research, специализирующееся на анализе промышленных рынков, выпустило обзор рынка Global Superalloy Honeycomb Materials Market 2020—2027, куда включило «Ротек».
В 2020-м в Индонезии начал работу дистрибьютор сотовых уплотнений «Ротека».
На 2021 год «Ротек» является единственным производителем сотовых уплотнений в России и континентальной Европе. Компания поставляет сварные материалы диаметром от 0,9 до 6,4 мм.

#### Системы накопления энергии
В 2011 году «Ротек» создал дочернее предприятие «ТЭЭМП» для разработки суперкоденсаторных ячеек совместно с Московским институтом стали и сплавов (НИТУ «МИСиС»). В 2013 году создали первые прототипы. В 2014-м запустили лабораторное производство на базе института.
В 2016 году создали систему, которая способна запускать двигатели тяжёлой колёсной, гусеничной и авиационной техники при температурах до −65°С.
В 2017 году ТЭЭМП запустил в Химках производство суперконденсаторов и модулей на их основе.
В 2019 году разработаны литий-ионные аккумуляторы, в которых применена запатентованная конструкция ячейки, серийно производимая компанией для суперконденсаторных модулей.
В 2020 году начал поставки суперконденсаторных ячеек собственной конструкции в Южную Корею.
В 2021 году получил премию «Russian Business Guide. Экспортёр года 2021», которая проводится при поддержке Торгово-промышленной палаты РФ и вручается российским экспортноориентированным проектам.
В этом же году на Международной промышленной выставке «Иннопром-2021» ТЭЭМП представил модульный накопитель энергии PowerPanel с возможностью подключения суперконденсаторной панели для сглаживания импульсных нагрузок. Данная система представляет собой решение для комбинированной установки «солнце-накопителя» и круглосуточного снабжения домохозяйств электроэнергией.
На 2021 год генеральным директором компании является Сергей Агеев. ТЭЭМП владеет 36 патентами в области электрохимических источников тока. Продукция поставляется в Италию, Индию, Белоруссию, Южную Корею и другие страны.
Заказчиками продукции являются РЖД (системы автоматического запуска и остановки дизельных двигателей с 2016 года), ПАО «Мосэнерго» (разработка устройства компенсации провалов напряжения, 2019 год), АО СКБ «Турбина» (системы гарантированного запуска двигателя с 2018 года), Топливная компания Росатома АО «ТВЭЛ» (буферный накопитель энергии для системы управления защитой атомной электростанции с 2018 года), АО «МОСГАЗ» (системы гарантированного запуска дизельгенераторной установки бомбоубежища и аварийных машин с 2019 г.), ООО «Ульяновский автомобильный завод» (системы гарантированного запуска с 2019 года), ООО «СЭМЗ» (системы гарантированного запуска дизельгенераторной установки с 2018 года), Ducatti energia S.r.l. (накопитель энергии для ИБП железнодорожной автоматики — 2018 год).
Также ТЭЭМП сотрудничает с Сибирским научно-исследовательский институтом авиации им. С. А. Чаплыгина (ФГУП «СибНИА им. С. А. Чаплыгина») (пусковая система на основе суперконденсаторов).